# Victor Baltard
Victor Baltard, född 9 juni 1805, död 13 januari 1874, var en fransk arkitekt.

## Biografi
Han var son till Louis Pierre Baltard.
Baltard blev efter återkomsten från en mångårig vistelse i Rom inspektor för de sköna konsterna i Paris och ledde bland annat uppförandet av byggnaden för konservatoriet där och 1860-1868 kyrkan Saint Augustin med dess väldiga kupol. Vid denna byggnad samt torganläggningen Halles centrales utnyttjade han järnkonstruktioner på ett för sin tid mycket modernt sätt.